# Secondo Pollo
Secondo Pollo (2. ledna 1908, Caresanablot – 26. prosince 1941, Rožaje) byl italský římskokatolický kněz, sloužící jako vojenský kaplan během druhé světové války. Katolická církev jej uctívá jako blahoslaveného.

## Život
Narodil se dne 2. ledna 1908 v obci Caresanablot u Vercelli. Jako dítě velmi miloval eucharistii toužil se stát knězem.
Na jeho výchovu v dětství dohlíželi členové kongregace Školských bratří. V jedenácti letech, v roce 1919, zahájil svá kněžská studia. Teologická studia započal v Římě a v roce 1931 absolvoval filozofická studia na Papežské akademii sv. Tomáše Akvinského a teologická studia na Papežské univerzitě Gregoriana. Byl považován za vzorného seminaristu.
Dne 15. srpna 1931 přijal kněžské svěcení z rukou arcibiskupa z Vercelli Giacoma Montanelliho. Po vysvěcení byl pověřen výukou seminaristů, kdy nejprve učil na menším semináři a poté vyučoval filosofii a teologii na hlavním semináři ve Vercelli. Dále byl v září roku 1936 jmenován arcidiecézním asistentem italské Katolické akce. Působil také jako vězeňský kaplan.
Po vypuknutí druhé světové války požádal o to, aby se stal kaplanem v řadách armády, kam byl přijat i přes mírné zrakové postižení. Byl povýšen na podporučíka 3. praporu Val Chisone 6. alpské divize Alpi Graie. Jeho vrstevníci i nadřízení si jej velmi vážili.

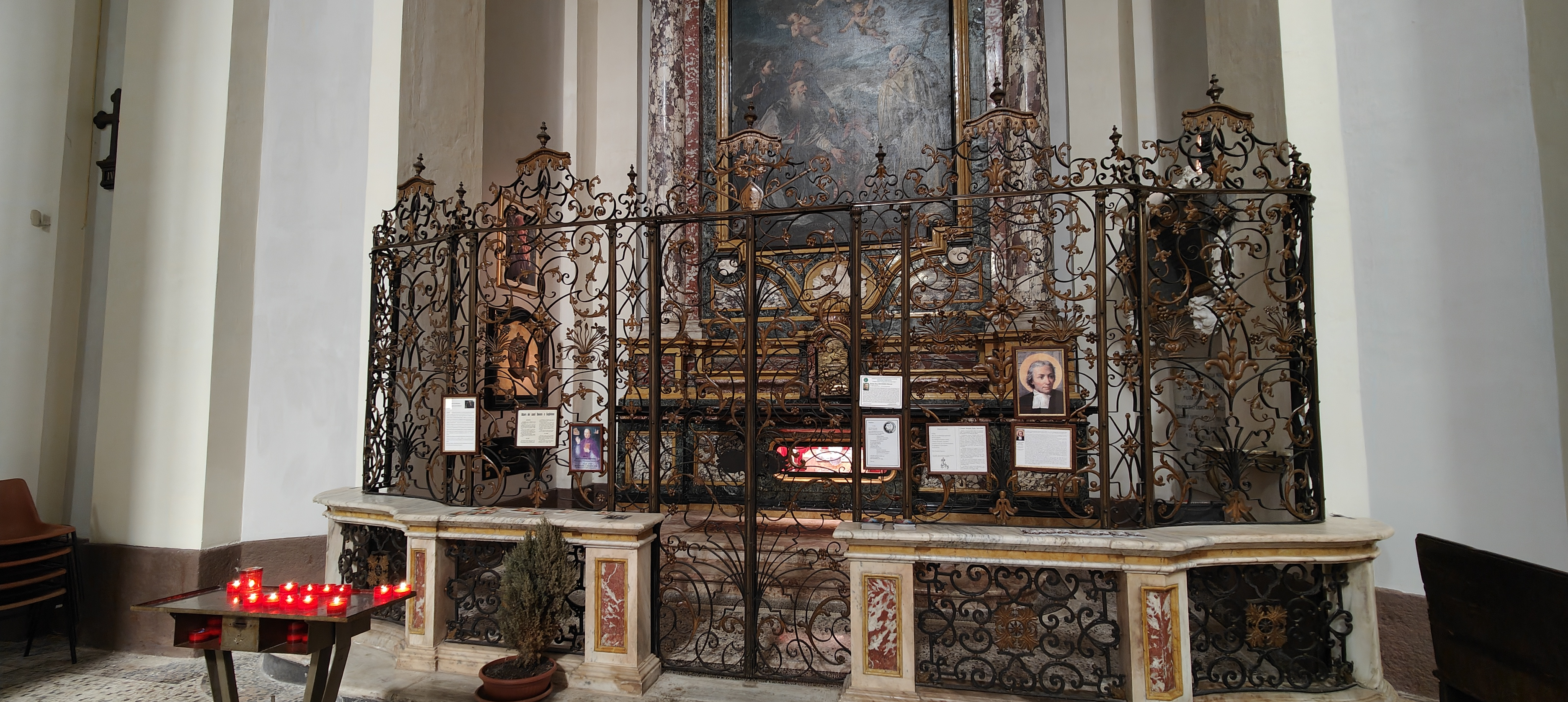
Sarkofág s jeho ostatky v boční kapli katedrály sv. Eusebia ve Vercelli

Dne 26. prosince 1941 se jeho prapor přesunul do Černé Hory, kde byl zasažen kulkou, když ošetřoval raněného vojáka. Kulka zasáhla jeho stehenní tepnu, což vedlo k jeho vykrvácení. Nejprve byl pohřben poblíž města Kotor, než byly jeho ostatky roku 1961 přeneseny na hřbitov v jeho rodné obci. Od roku 1968 jsou jeho ostatky uchovávány v katedrále sv. Eusebia ve Vercelli.

## Úcta
Dne 18. prosince 1997 jej papež sv. Jan Pavel II. podepsáním dekretu o jeho hrdinských ctnostech prohlásil za ctihodného. Dne 2. května 1998 byl uznán zázrak na jeho přímluvu, potřebný pro jeho blahořečení.
Blahořečen pak byl dne 23. května 1998 ve Vercelli papežem sv. Janem Pavlem II.
Jeho památka je připomínána 26. prosince. Bývá zobrazován v kněžském oděvu.